# Abdelatif Ramdane
Abdelatif Ramdane (en arabe : عبداللطيف رمضان), est un footballeur algérien né le 19 mai 2001 à Hadjout. Il évolue au poste de Gardien de but au MC Alger.

## Biographie
Lors de la saison 2019-2020, Abdelatif Ramdane a été promu en senior avec le MC Alger.
Le 31 août 2020, Ramdane rejoint la JS Kabylie pour trois saisons.

## Statistiques

### En club
| Saison                | Club                  | Championnat           | Championnat | Championnat | Coupe(s) nationale(s) | Coupe(s) nationale(s) | Supercoupe | Supercoupe | Compétition(s) continentale(s) | Compétition(s) continentale(s) | Compétition(s) continentale(s) | Total | Total |
| Saison                | Club                  | Division              | M.          | B.          | M.                    | B.                    | M.         | B.         | Comp.                          | M.                             | B.                             | M.    | B.    |
| 2020-2021             | JS Kabylie            | Ligue 1               | 4           | 0           | 0                     | 0                     | -          | -          | -                              | -                              | -                              | 4     | 0     |
| 2021-2022             | JS Kabylie            | Ligue 1               | 0           | 0           | -                     | -                     | -          | -          | CAF2                           | 0                              | 0                              | 0     | 0     |
| 2023-2024             | MC Alger              | Ligue 1               | 10          | 0           | 6                     | 0                     | -          | -          | -                              | -                              | -                              | 16    | 0     |
| 2024-2025             | MC Alger              | Ligue 1               | 17          | 0           | 2                     | 0                     | 1          | 0          | CAF                            | 9                              | 0                              | 29    | 0     |
| Sous-total            | Sous-total            | Sous-total            | 27          | 0           | 8                     | 0                     | 1          | 0          | -                              | 9                              | 0                              | 45    | 0     |
| Total sur la carrière | Total sur la carrière | Total sur la carrière | 31          | 0           | 8                     | 0                     | 1          | 0          | -                              | 9                              | 0                              | 49    | 0     |

## Palmarès

### Palmarès en club
| MC Alger (3) |
| --- |
| - Ligue 1 (2) : - Champion : 2024 et 2025 - Coupe d'Algérie : - Finaliste : 2024 - Supercoupe d'Algérie (1) : - Vainqueur : 2024 |